# Smyrna (Georgia)
Smyrna è una città degli Stati Uniti d'America, nella contea di Cobb, nello Stato della Georgia.
Smyrna è un sobborgo settentrionale di Atlanta, noto anche per aver dato i natali all'attrice hollywoodiana Julia Roberts.